# Peter Tillemans

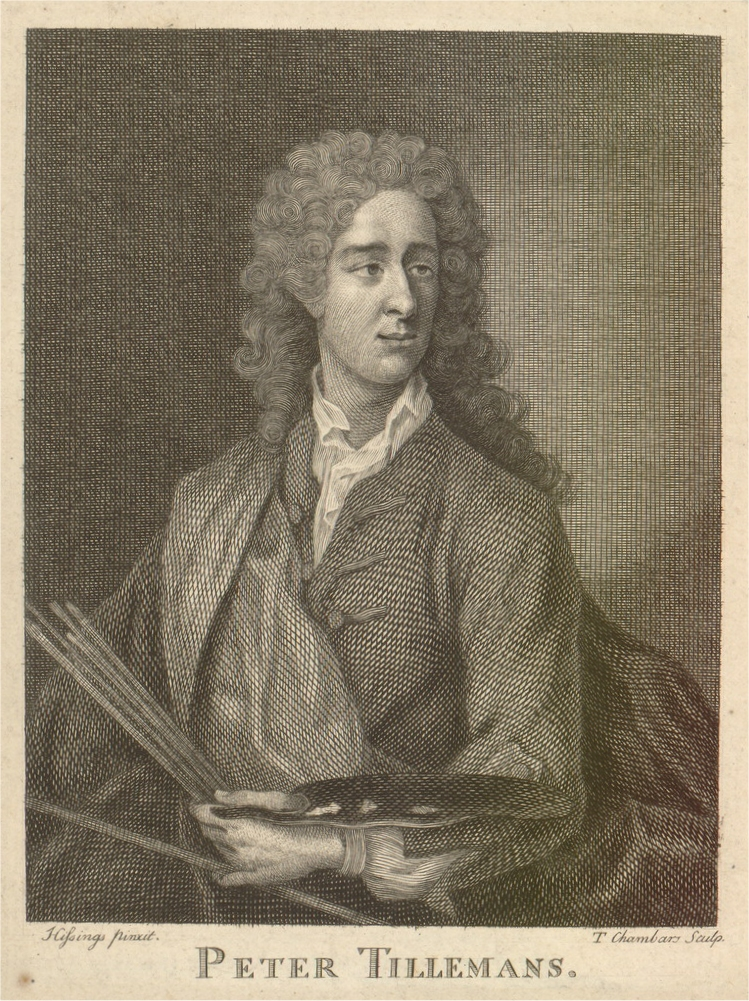
Peter Tillemans, ets van T. Chambers naar het portret door Hissings

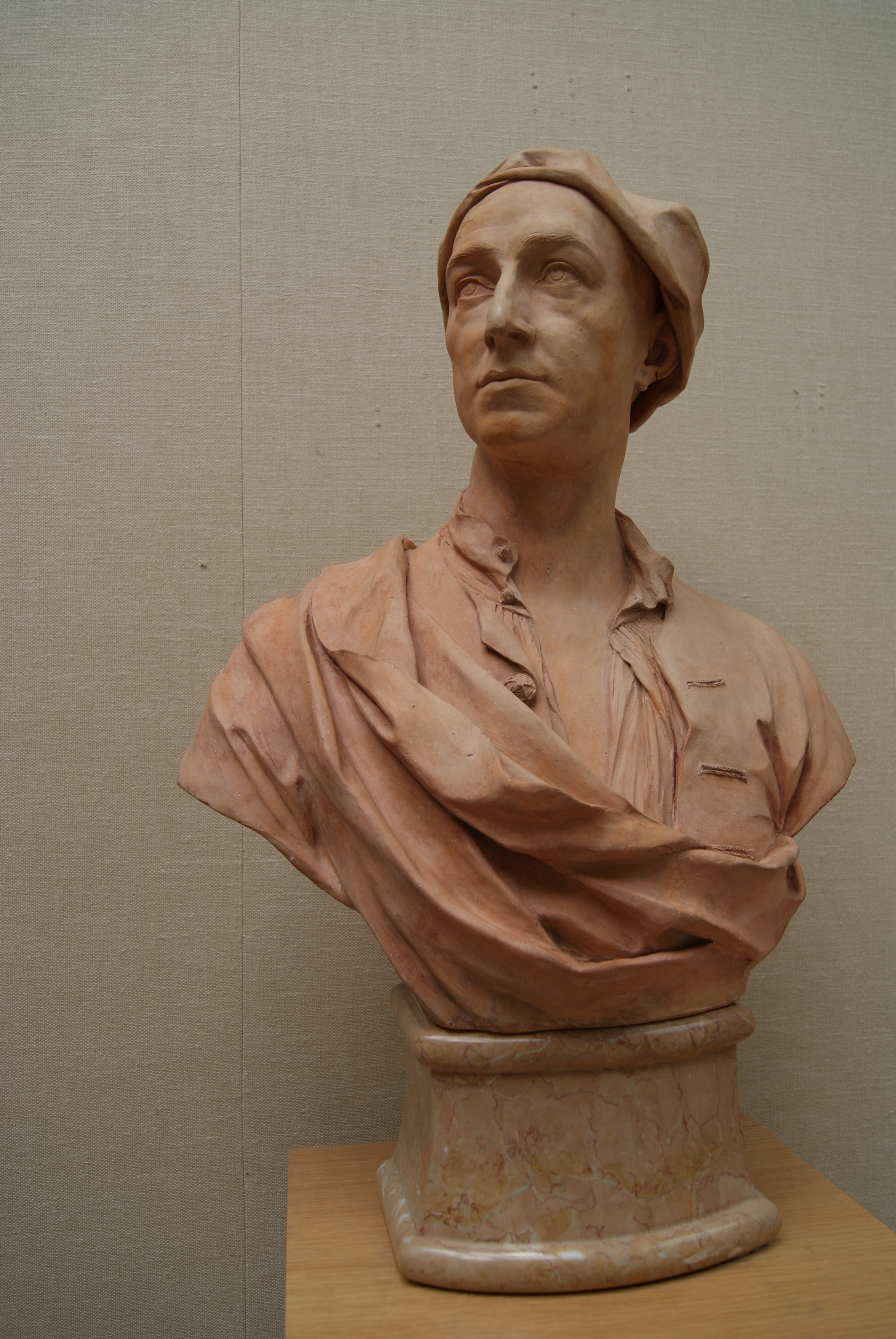
Buste van een man, hoogstwaarschijnlijk Peter Tillemans, 1727, Yale Center for British Art

Peter Tillemans (Antwerpen, rond 1684 - Suffolk, 1734) was een Vlaams kunstschilder die voornamelijk actief was in Engeland in de eerste helft van de 18e eeuw en er roem verwierf door zijn schilderijen van jachtscènes en landschappen.  Hij schilderde ook portretten.

## Biografie
Tillemans werd geboren in Antwerpen omtrent 1684 als de zoon van een diamantslijper. Hij studeerde schilderkunst onder verschillende meesters. Aangenomen wordt dat hij huwde vóór hij Antwerpen verliet, aangezien hij huwde met de zuster van een andere Vlaamse schilder, Peter Casteels. Zoals andere kunstenaars uit de Lage Landen, verhuisde Tillemans naar Engeland. Tillemans maakte de overtocht in 1708 op aandringen van een kunsthandelaar genaamd Turner om er voor hem gevechtsscènes en genrestukken te kopiëren. Zijn schoonbroer Peter Casteels immigreerde samen met hem. Peter Tillemans zou de rest van zijn leven in Engeland blijven werken.
In 1711 werd hij lid van de pas opgerichte Academy of Painting en trad later toe tot de Society of the Virtuosi of St Luke en werd in 1725 een steward van de Sociëteit. Hij woonde voornamelijk in Westminster, maar reisde vaak om commissies uit te voeren. Vanaf 1715 vond hij een trouwe patroon in Dr Cox Macro, uit Little Haugh, Suffolk. In 1719 kreeg hij van de oudheidkundige John Bridges de opdracht om ongeveer 500 tekeningen te maken voor een geplande geschiedenis van Northamptonshire.
Peter Tillemans was lid van de Rose and Crown Club, die een tijd lang een van de belangrijkste clubs van kunstenaars en connoisseurs in Engeland was en waarvan onder andere William Hogarth, George Vertue en Michael Dahl deel uitmaakten. Tillemans leed chronisch aan astma en trok zich om gezondheidsredenen terug in Richmond, Londen. Hij overleed in Suffolk op 5 december 1734 in het huis van Dr Macro, nadat hij een dag eerder nog had gewerkt aan het portret van een paard. Hij werd begraven op 7 December in Stowlangtoft. Dr Macro gaf John Michael Rysbrack de opdracht een buste van Tillemans te maken en plaatste het "in een nis aan de top van een trap in Little Haugh Hall". Een portret van Tillemans, gegraveerd door T. Chambers naar een schilderij van Hissings, is opgenomen in Fuseli's herziene editie uit 1805 van Rev. Matthew Pilkingtons A Dictionary of Painters.

## Werken

### Vroege werken
Tillemans’ eerste werken in Engeland waren kopies van gevechtsscènes en in het bijzonder de werken van Jacques Courtois, en kleine genrestukken. Hij genoot succes met imitaties in de stijl en uitvoering van David Teniers de Jonge.

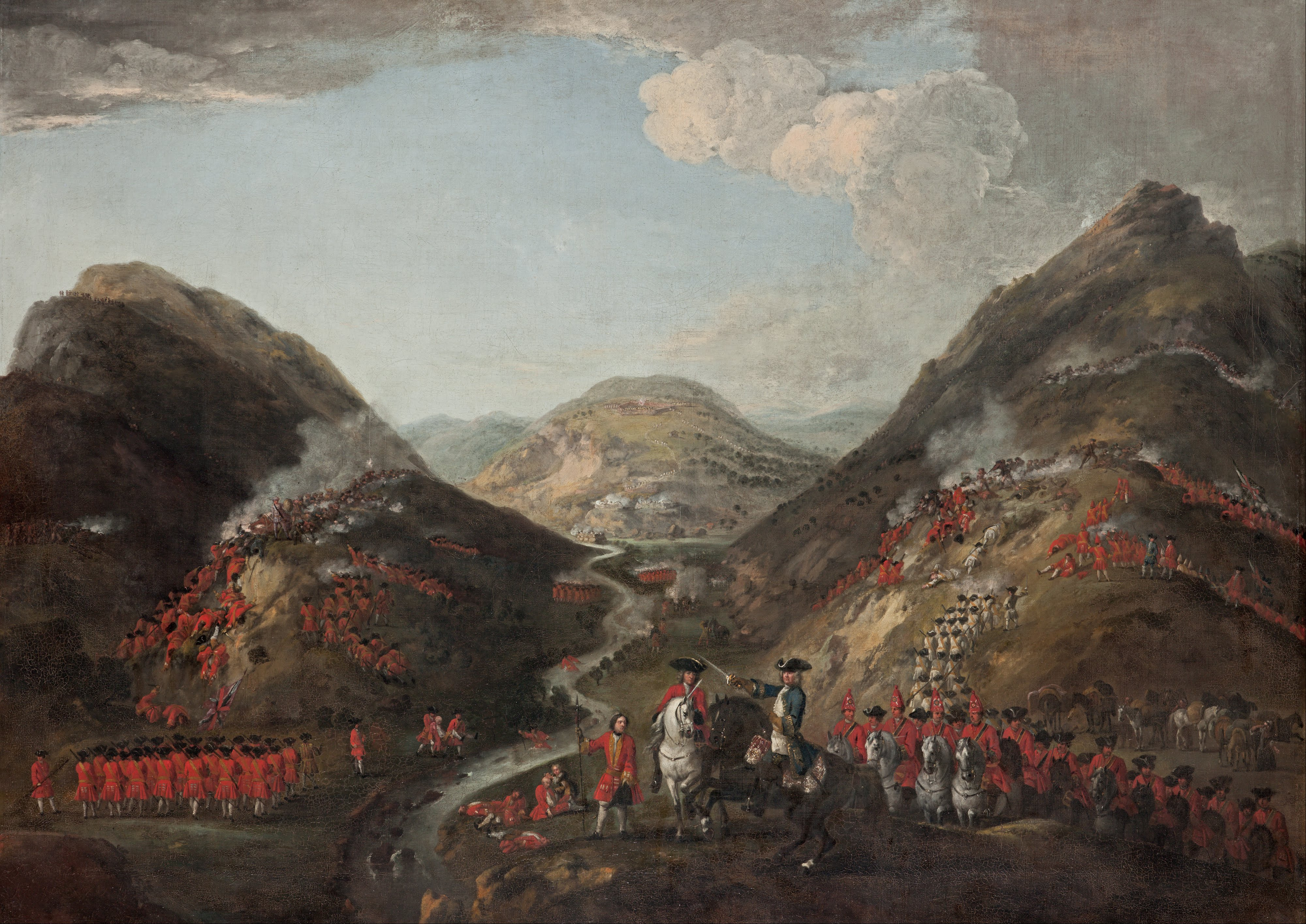
De veldslag van Glenshiel 1719, 1719

Tillemans werkte in vele verschillende stijlen en dateerde zijn werk meestal niet. Na aanvankelijk voor Turner kopieën gemaakt te hebben van schilderijen van veldslagen, vestigde hij snel zijn naam met zijn originele werken. Onder zijn eerste belangrijke opdrachten in Engeland waren twee schilderijen die het interieur van het Palace of Westminster toonden, een van Koningin Anne in het Hogerhuis (1708-1714), de andere van het Lagerhuis in sessie (rond 1710). Voor 1711 werd Tillemans lid van Godfrey Knellers Academy of Painting and Drawing in Great Queen Street, Londen, met als specialisme "landskip" (landschap).
Dr Cox Macro, zijn trouwste beschermheer, gaf hem vanaf 1715 regelmatig schilderopdrachten, onder andere gevechtsscènes, jachttaferelen, landschappen, renovaties and portretten. In 1716 herschilderde Tillemans gedeeltelijk een portret van Dr Macro door Frans van Mieris van rond 1703 door het veranderen van het aangezicht. Datzelfde jaar schilderde hij ook Dr Macro in de achtergrond van een zelfportret in zijn kunstatelier samen met een leerling en omringd door schilderijen..

### Latere werken
Tillemans maakte het het merendeel van zijn werken vanaf 1720, en zijn roem is vooral te danken aan deze werken. 

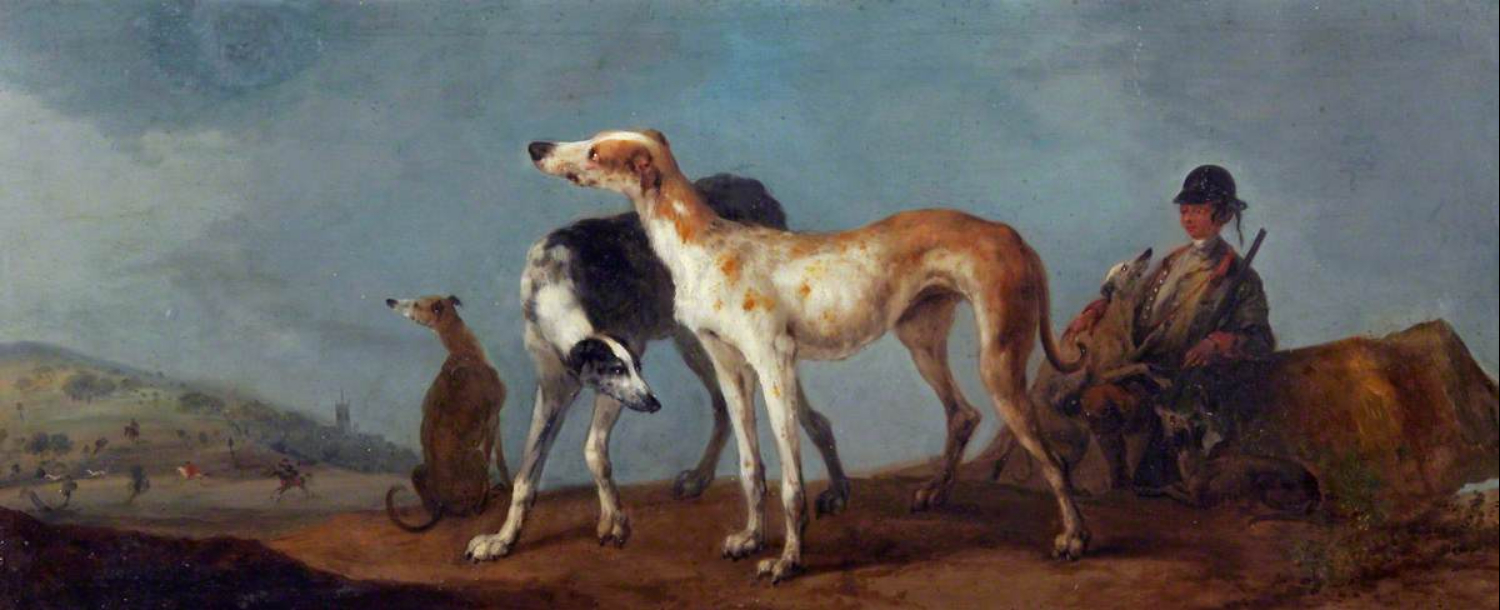
Drie jachthonden met ruiters met links een jachtscène

 Tijdens de vroege jaren 1720 verschoof Tillemans met succes de focus van zijn schilderkunst naar het schilderen van honden, paarden en racescènes. Hij was hierdoor een van de eerste schilders van jachtscènes in Engeland. Vier van deze werken werden door Claude du Bosc gegraveerd en gepubliceerd in 1723 en behoren tot de spectaculairste eerste jachtprenten in Engeland".

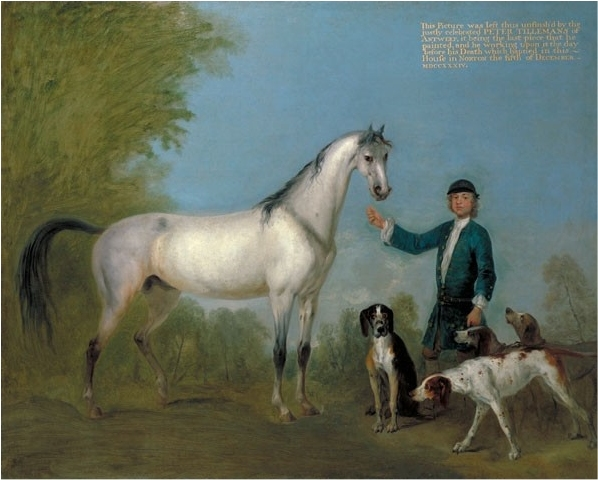
Paard met staljongen en jachthonden, 1734. Tillemans was aan het werk aan dit schilderij, de dag voor zijn overlijden.

De paardenrennen in de marktstad Newmarket in Suffolk waren de spil in de ontwikkeling van de schilderkunst met jachtmotieven in Engeland. Samen met zijn vriend John Wootton (een leerling van Jan Wyck) en James Seymour was Tillemans een van de drie oprichters van de Engelse school van jachtschilders. Hun schilderijen tonen de eerste vermenging van de topografische traditie van het landschapsschilderen met een jachtmotief. Omdat zowel Wootton en Tillemans het vaak nalieten werken te ondertekenen is het moeilijk een aantal van deze uit elkaar te houden Tillemans' Newmarket:.. de lange baan (1723) behoort tot de kunstcollectie van de Engelse overheid. Tilleman schilderde talrijke portretten van renpaarden voor zijn opdrachtgevers, onder wie de hertogen van Somerset, Rutland en Bolton, en de Graaf van Portmore.

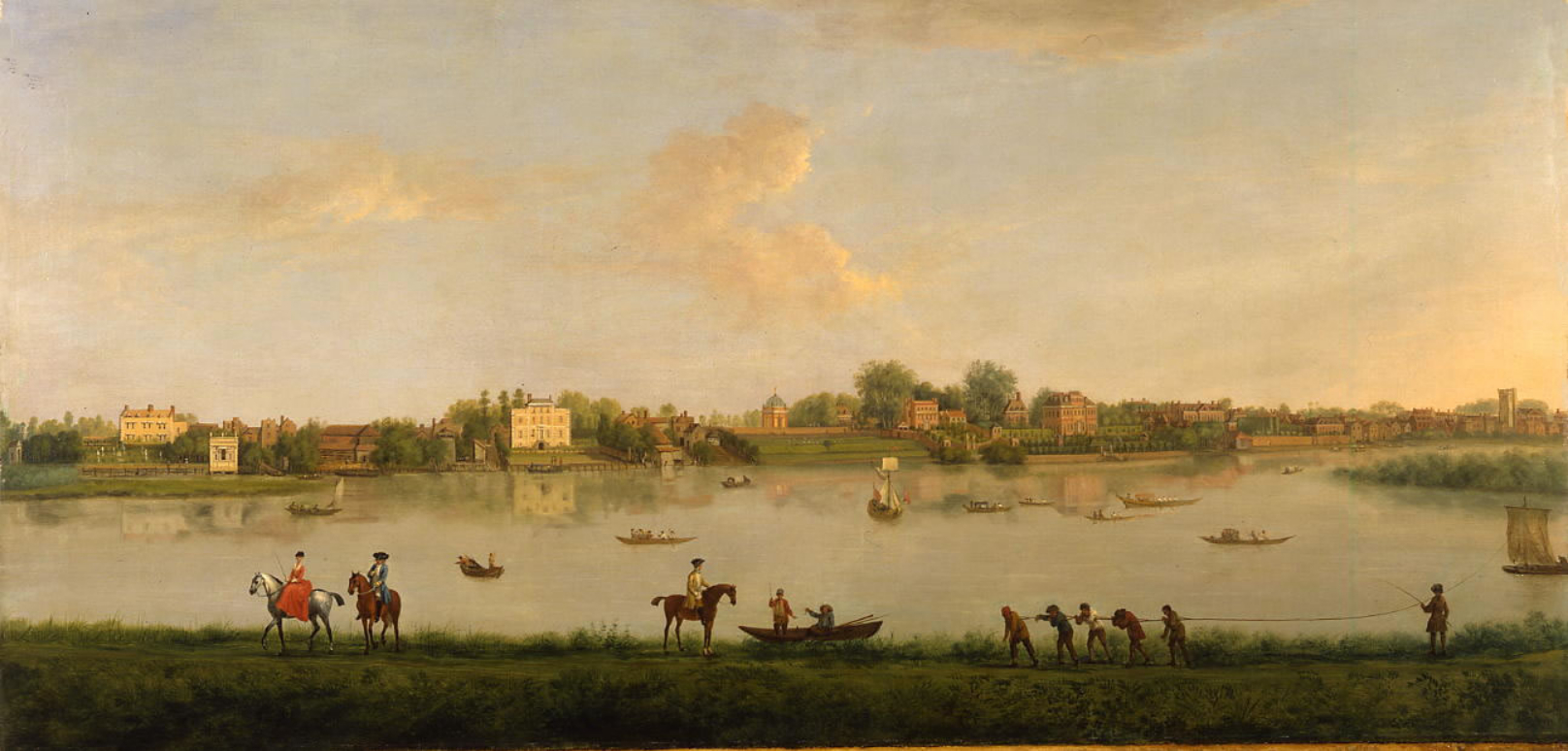
De Theems in Twickenham, 1725

In 1724 werkte Tillemans samen met Joseph Goupy aan decors voor de Haymarket Opera House in Londen.
Hij maakte schilderijen van verschillende Engelse landgoederen, waaronder Chatsworth House (1720), Holker Hall en Chirk Castle in Denbighshire (1725). In deze werken worden de huizen door landschappen met dieren en jachttaferelen tot leven gebracht.
Tillemans schilderde verschillende topografische werken van panorama's in Richmond en Twickenham, in het westen van Londen, waaronder Een gezicht op Richmond vanaf Twickenham Park, Een zicht op Richmond Hill en De Theems in Twickenham (ook wel bekend als Een zicht op Twickenham). Dit laatste schilderij, dat ooit werd beschreven als het vroegste volledige topografische frontale zicht op een rivier in de 18e eeuw werd gemaakt in opdracht van, hetzij de dichter Alexander Pope (zijn villa op de Theems wordt weergegeven in het schilderij) of John Robartes, later de vierde graaf van Radnor. Zijn panorama van De Theems vanaf Richmond Hill (omtrent 1723) was een van de drie schilderijen die hij maakte voor de graaf van Radnor.

## Bekende werken

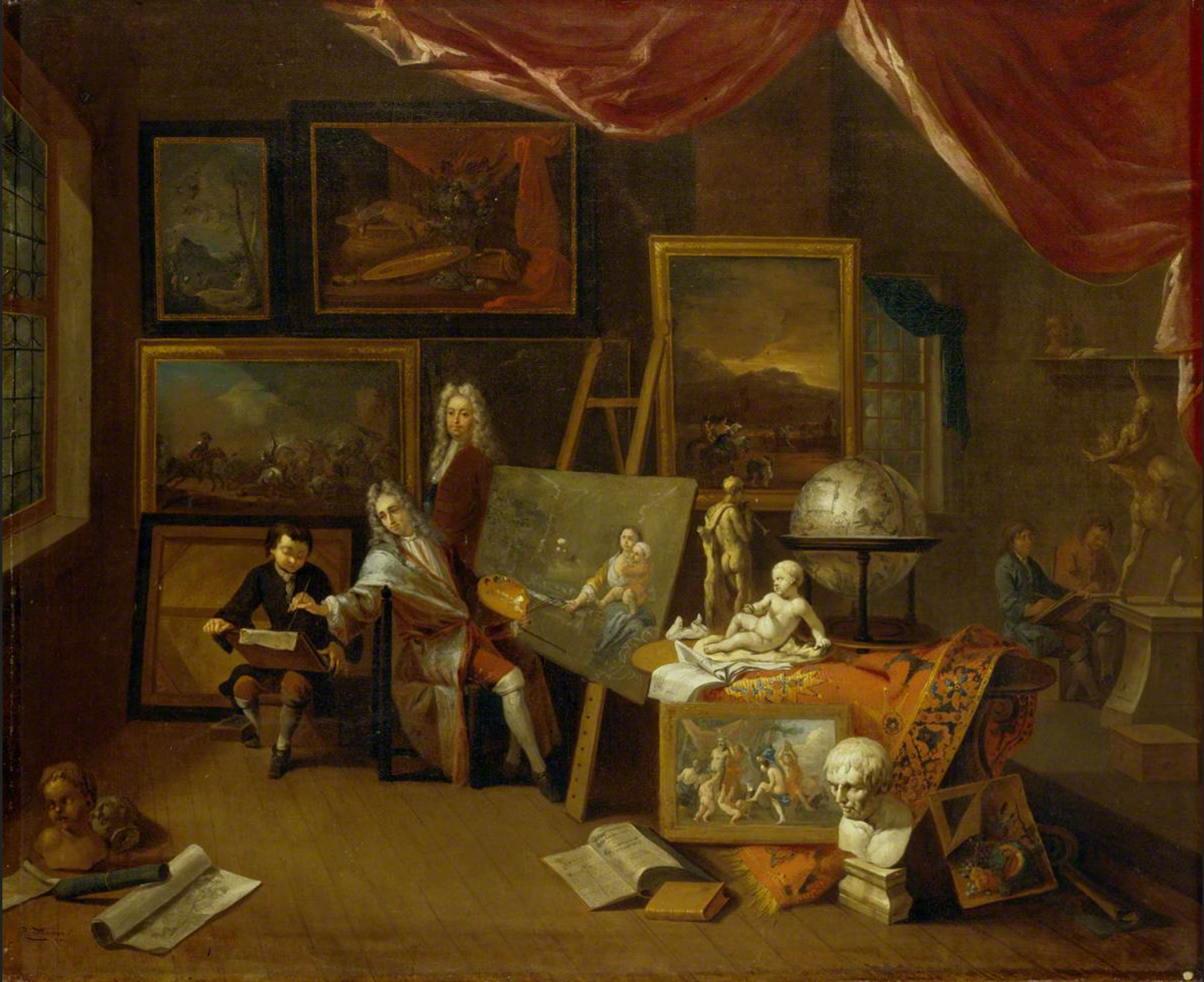
The Artist's Studio, c. 1716

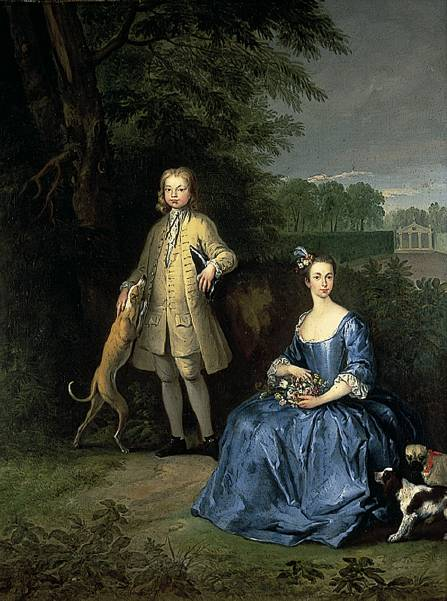
Portret van Edward and Mary Macro, de kinderen van Dr Cox Macro, c. 1733

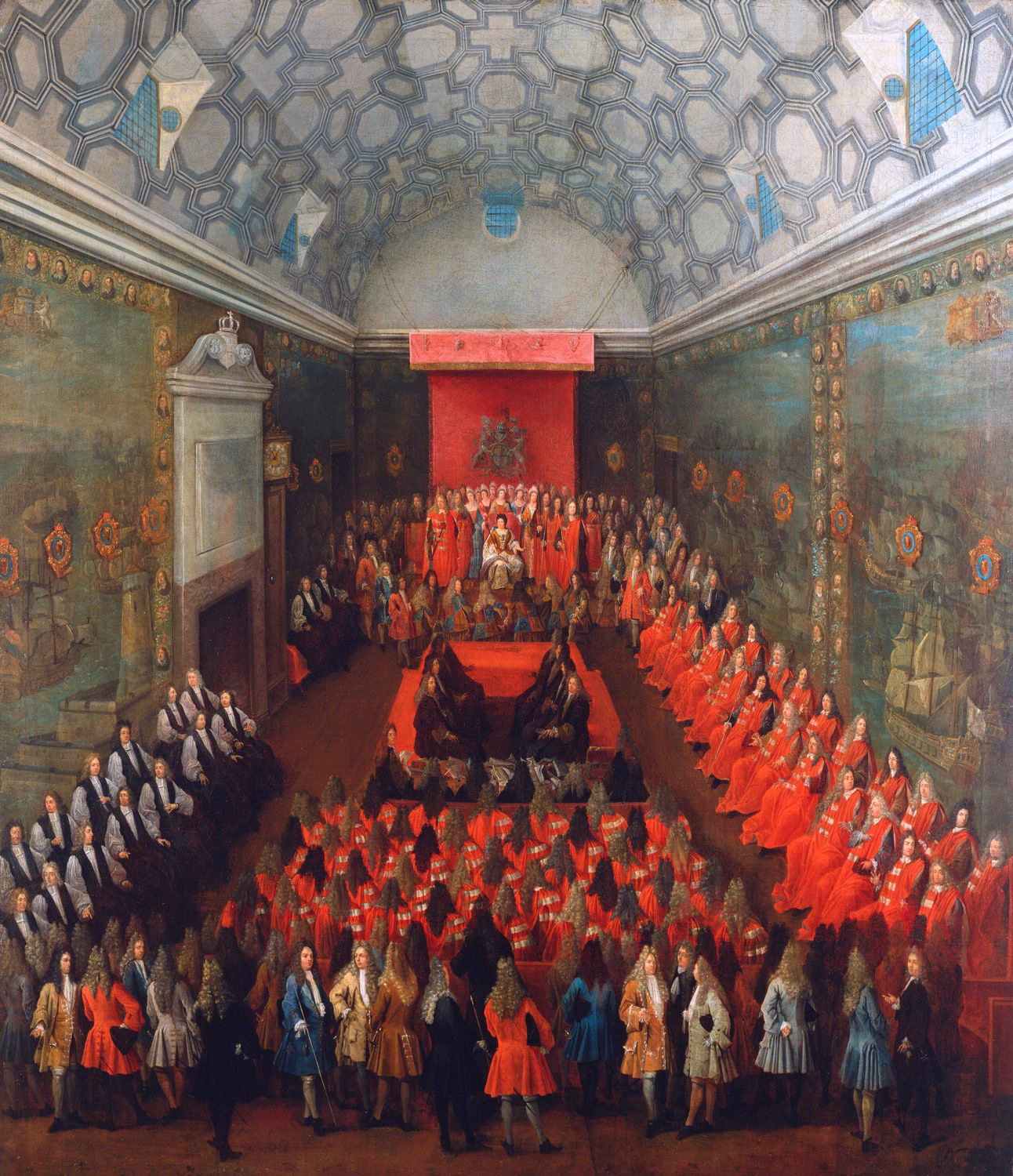
Koningin Anne in het Hogerhuis, 1708–14

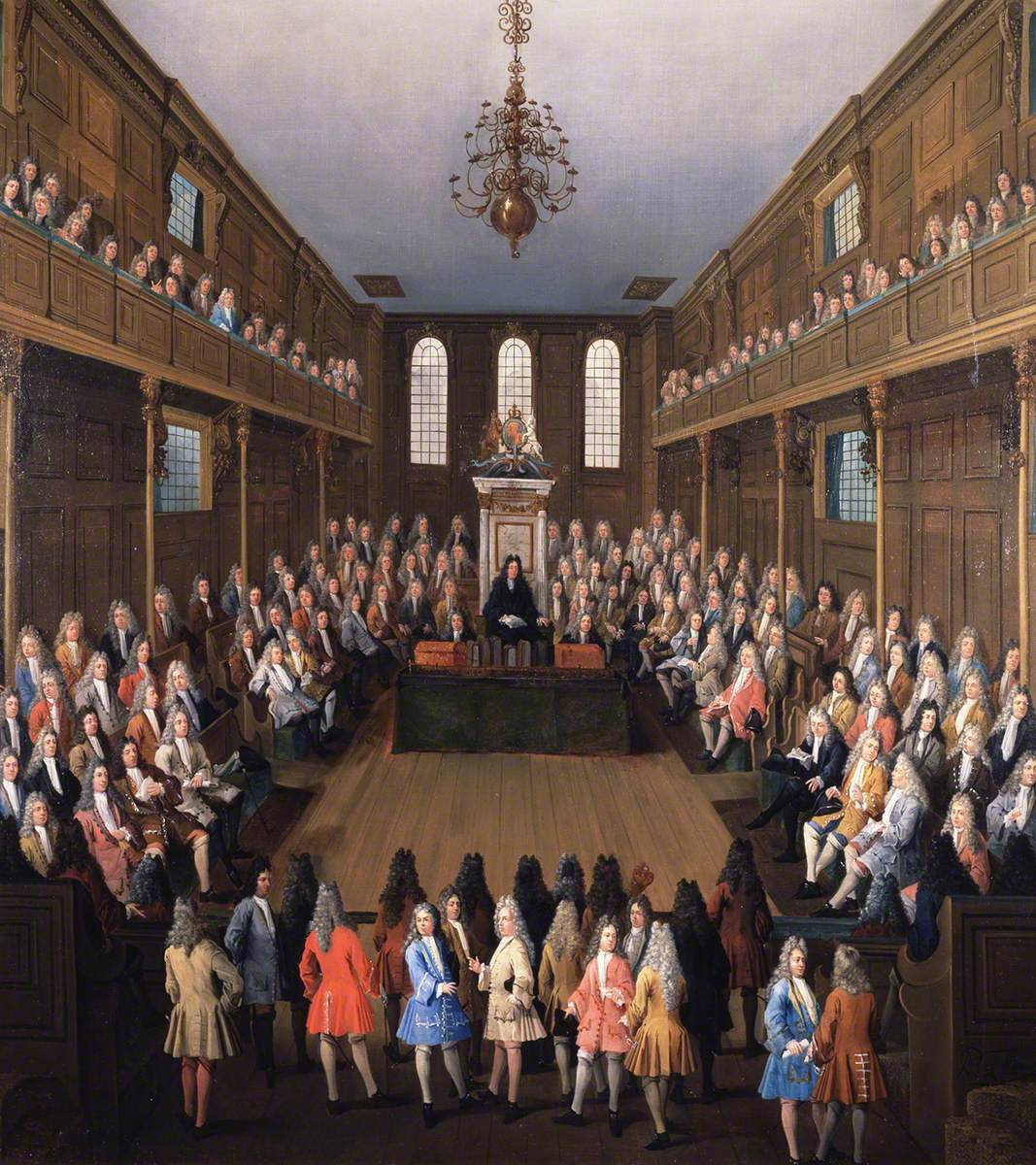
Binnenzicht van het Lagerhuis in sessie, c. 1710

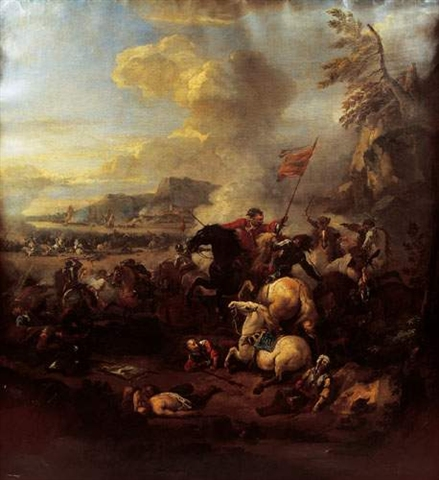
Cavalerieaanval

- Anne Reade, Mrs Myddelton, Chirk Castle[12]
- The Artist's Studio, c. 1716, Norwich Castle Museum and Art Gallery[13]
- The Battle of Belgrade, Chirk Castle[12]
- The Battle of Glenshiel 1719, 1719, Scottish National Portrait Gallery[14]
- Battle Scene, Norwich Castle Museum and Art Gallery[15]
- Bird's eye view of Clevedon Court, Clevedon Court[12]
- Castor Church South View (drawing) c. 1719[16]
- Charge de cavalerie[17]
- Chester and the Roodee, Grosvenor Museum, Chester[12]
- Chirk Castle from the North, National Museum Cardiff[12][18]
- Dead game, Audley End House[12]
- The Duke of Kent's Family, Tate Britain[19]
- Figures in a landscape, Harris Museum[12]
- Four Hounds with Gentlemen Shooting, Norwich Castle Museum and Art Gallery[15]
- Four Hounds with Huntsmen to the Right, Norwich Castle Museum and Art Gallery[15]
- Foxhunting in Wooded Country, c. 1720–30, Tate Britain[19]
- Harrow School and church, Harrow School (Old Speech Room Gallery)[12][15]
- Horse with Groom and Hounds, Norwich Castle Museum and Art Gallery[15]
- Hunting Piece: Going a Hunting with Lord Biron's Pack of Hounds, Norwich Castle Museum and Art Gallery[15]
- Ideal Landscape. Verso: Landscape Composition with Travellers, Gibbets and Wheels in the Distance, 1728, Tate Britain[19]
- Interior of the House of Commons in Session, c. 1710, Palace of Westminster Collection[12][20]
- Isola Bella, Lago Maggiore, Belton House[12]
- Landscape with castle on a hill, Courtauld Institute of Art Gallery[21]
- Little Haugh Hall, Suffolk, Norwich Castle Museum and Art Gallery[15]
- Llangollen and the Dee Bridge, Chirk Castle[12]
- London from Greenwich Park, Bank of England[12]
- Mary Lidell, Mrs Mydellton, Chirk Castle[12]
- Mary Lidell, Mrs Mydellton and her son Richard, Chirk Castle[12]
- New Hall, Bodenham, Salisbury and South Wiltshire Museum[12]
- Newstead Abbey from the West, Newstead Abbey[12]
- Newmarket: the Long Course, 1723, Government Art Collection[2]
- The Newmarket Watering Course, Norwich Castle Museum and Art Gallery[15]
- A nobleman out shooting over his pointers in his park, Inland Revenue[12]
- The Noblemen's and Gentlemen's Several Strings or Trains of Running Horses, taking their Exercise up the Watering Course on the Warren Hill at Newmarket (engraving and etching), Government Art Collection[22]
- Park Landscape (watercolour (brown), pen and ink (brown) on paper), Courtauld Institute of Art Gallery[21]
- Le passage du gué, c. 1720[23]
- Portrait of Master Edward and Miss Mary Macro, the children of Revd Dr Cox Macro, c. 1733, Norwich Castle Museum and Art Gallery[15]
- Portrait of a Nobleman on Horseback, a Palace and Gardens Beyond[24]
- Prospect Of Ashburnham Place Sussex[25]
- A Prospect of the Town of Stanford, from Parsons Cross (coloured engraving), 1719, Government Art Collection[22]
- Queen Anne in the House of Lords, c. 1708–14, Royal Collection[26]
- The Round Course or Plate Course, with diverse Jockeys and Horses in Different Actions and Postures, going to Start for the King's Plate at Newmarket (gravure en ets), Government Art Collection[22]
- The Royal Hospital from the South Bank of The River Thames, Royal Hospital Chelsea[27]
- The South Garden at Wrest Park, the Seat in the Duchess's Square, c. 1729–30[28]
- Spruce and bell, Newstead Abbey[12]
- The Thames at Twickenham, c. 1725[11]
- Three Hounds with Sportsman, a Hunt to the Left, Norwich Castle Museum and Art Gallery[15]
- Two racehorses with grooms and hounds in the grounds of Newstead Abbey, Newstead Abbey[12]
- A view of Chatsworth House and Park with horses and figures, Inland Revenue[12]
- View on the Downs near Uppark, Uppark, West Sussex[12]
- A View of the Garden and House at Upper Winchendon, Buckinghamshire, Buckinghamshire County Museum[12][28]
- The View of a Horse Match over the Long Course at New Market[7]
- View of Leicester from the South, Government Art Collection, Marlborough House[12][22]
- View of Newmarket Heath, Government Art Collection[22]
- A View of Richmond from Twickenham Park, 1720s, Orleans House Gallery[5]
- A View from Richmond Hill[5]
- View of the Thames from Richmond Hill, 1720–3, Government Art Collection[22]
- View of a Town, Fitzwilliam Museum[12]
- View of Uppark from the South-west, Uppark, West Sussex[12]
- The Warren Hill at New Market[7]
- Windsor, Anglesey Abbey[12]
- Young Squire on Horseback With Dog at Heel[29]